# Членуване
Членуването в езика има за цел да изрази граматическата категория определеност/неопределеност.

В различните езици има различни видове членове (определителни и неопределителни), а в някои езици членуването отсъства. Въпреки че в езици като китайския, индонезийския, японския, руския и хинди теоретично няма членуване, на практика някои думи могат да се използват като определителен или неопределителен член, когато това е необходимо. 
На български за категория определеност се употребява определителен член (на английски това е the, който се нарича definite article, букв. „определен член“). Наименованието за член при неопределеност е неопределителен член, какъвто има в английски: a и an (които са indefinite forms of the grammatical article, букв. „неопределени форми на граматичния член“). В българския език има спор дали формите един/една/едно/едни са форми на неопределеност.

## Славянски езици

### Български език
В българския език определителният член е задпоставен, т.е. поставя се като окончание на съществителното име. Морфологично пълният и непълният член в българския език съвпадат за всички родове, освен за мъжки род единствено число:
| род   | ед.ч.    | мн.ч.  |
| м.р.  | -а/-я    | -(и)те |
| ж.р.  | -(а/я)та | -(и)те |
| ср.р. | -то      | -та    |

| род   | ед.ч.    | мн.ч.  |
| м.р.  | -ът/-ят  | -(и)те |
| ж.р.  | -(а/я)та | -(и)те |
| ср.р. | -то      | -та    |

#### Северномакедонска писмена норма и родопски диалекти
В македонската литературна норма, както и в част от родопските диалекти, формите на определителния член се различават в зависимост от отдалечеността на предмета от говорещия, като във връзка с това съществува троен член:
- определителен член за близки предмети;
- определителен член за отдалечени предмети;
- универсален определителен член.

Формите на определителния член, разбира се, се различават и според рода и числото на съществителните имена:
|                        | Мъжки род ед.ч. | Мъжки род мн.ч. | Женски род ед.ч. | Женски род мн.ч. | Среден род ед.ч. | Среден род мн.ч. |
| ---------------------- | --------------- | --------------- | ---------------- | ---------------- | ---------------- | ---------------- |
| Универсален член       | – от            | – те            | – та             | – те             | – то             | – та             |
| За близки предмети     | – ов / – ос     | – ве / – се     | – ва / – са      | – ве / – се      | – во / – со      | – ва / – се      |
| За отдалечени предмети | – он            | – не            | – на             | – не             | – но             | – на             |

## Романски езици
В езиците, които произлизат от латинския, определителните и неопределителните членове се поставят пред съществителното име, за което се отнасят, за разлика от членовете в българския език, които се изписват като окончания на думата.
Определителният и неопределителният член в романските езици имат различни форми за различните род и число на съществителните имена, които дефинират. Въпреки това, в латинския език, от когото произлизат романските езици, няма нито определителен, нито неопределителен член.

### Испански език
В испанския език определителният и неопределителният член имат следните форми:
| Определителен член | Единствено число | Множествено число |
| ------------------ | ---------------- | ----------------- |
| Мъжки род          | el               | los               |
| Женски род         | la               | las               |

| Неопределителен член | Единствено число | Множествено число |
| -------------------- | ---------------- | ----------------- |
| Мъжки род            | un               | unos              |
| Женски род           | una              | unas              |

Употребата на неопределителния член в множествено число в испанския език е сравнително рядка.

### Италиански език
В италианския език определителният и неопределителният член имат следните форми:
| Определителен член | Единствено число | Множествено число |
| ------------------ | ---------------- | ----------------- |
| Мъжки род          | il/lo            | i/gli             |
| Женски род         | la               | le                |

| Неопределителен член | Единствено число | Множествено число |
| -------------------- | ---------------- | ----------------- |
| Мъжки род            | un/uno           | dei/degli         |
| Женски род           | una              | delle             |

При мъжки род само съществителните имена, които започват със s+съгласна и z+съгласна, се използват с определителен член lo (ед.ч.) и gli (мн.ч.) и с неопределителен член uno (ед.ч.) и degli (мн.ч.).
Пред съществителни имена от мъжки и женски род в единствено число, които започват с гласна, се използват съкратени форми на определителния и неопределителния член – l' (за м.р. и ж.р.), un (само за м.р.) и un' (само за ж.р.). Това явление в езикознанието се нарича елизия на гласен звук.

### Португалски език
В португалския език определителният и неопределителният член имат следните форми:
| Определителен член | Единствено число | Множествено число |
| ------------------ | ---------------- | ----------------- |
| Мъжки род          | o                | os                |
| Женски род         | a                | as                |

| Неопределителен член | Единствено число | Множествено число |
| -------------------- | ---------------- | ----------------- |
| Мъжки род            | um               | uns               |
| Женски род           | uma              | umas              |

Както в останалите езици, така и в португалския език съгласуването на члена по род и число със съществителното име е задължително.

### Френски език
Във френския език определителният и неопределителният член имат следните форми:
| Определителен член | Единствено число | Множествено число |
| ------------------ | ---------------- | ----------------- |
| Мъжки род          | le               | les               |
| Женски род         | la               | les               |

| Неопределителен член | Единствено число | Множествено число |
| -------------------- | ---------------- | ----------------- |
| Мъжки род            | un               | des               |
| Женски род           | une              | des               |

Подобно на италианския език, във френския също се среща елизия на определителния член, който се изписва като l' пред думи в единствено число, които започват с гласна или с нямо h.

### Немски език
В немския език определителният член винаги се поставя преди съществителното, към което се отнася, или пред определенията предхождащи съществителното. Членът се скланя като се съгласува по род и падеж в единствено число и само по падеж в множествено число със съществителното, към което се отнася.
| Падеж      | Мъжки род | Женски род | Среден род | Множествено число |
| ---------- | --------- | ---------- | ---------- | ----------------- |
| Именителен | der       | die        | das        | die               |
| Родителен  | des       | der        | des        | der               |
| Дателен    | dem       | der        | dem        | den               |
| Винителен  | den       | die        | das        | die               |

| Падеж      | Мъжки род | Женски род | Среден род | Множествено число |
| ---------- | --------- | ---------- | ---------- | ----------------- |
| Именителен | ein       | eine       | ein        | –                 |
| Родителен  | eines     | einer      | eines      | –                 |
| Дателен    | einem     | einer      | einem      | –                 |
| Винителен  | einen     | eine       | ein        | –                 |

### Английски език
В английския език, подобно на останалите западноевропейски езици, членът се поставя преди съществителното име, за разлика от българския език.
Тъй като в английския отсъства граматическата категория род, определителният член има еднаква форма за всички съществителни имена, без значение от тяхното число – the. Определителният член се произнася като [ði] пред думи, които започват с гласен звук, и като [ðə] пред всички останали думи.
Неопределителният член в английския език има 2 форми – a (пред съгласни) и an (пред гласни).
Използва се също частичен член, определящ частично количество – some и any. Първата форма (some) се използва в съобщителни (разказни) изречения, а втората (any) – във въпросителни и отрицателни изречения. И 2-те форми са еднакви за всички съществителни имена, независимо от тяхното число.
Освен това има и отрицателен член, съобщаващ за отсъствие на количество – no.

### Датски език
В датския език, също както и в норвежкия и шведския (и подобно на българския), определителният член е постпозитивен, т.е. поставя се като окончание в края на съществителното име, вместо като самостоятелна дума пред него, какъвто е случаят в повечето германски езици, в т.ч. английския и немския език. В зависимост от рода и числото на съществителното име, определителният член в датския език може да приема три основни форми: -(e)n, -(e)t и -(e)ne. Налице е също така и неопределителен член, който се използва само в единствено число и само със съществителни имена, които могат да бъдат преброени. Неопределителният член има само две форми – en за т.нар. общ род (fælleskøn) и et за среден род (intetkøn). 
Хараткерно за определителния член в датския език е това, че когато пред съществителното име се постави прилагателно или числително, определителният член преминава от постпозитивен в самостоятелна дума (den, det или de), както е показано в таблиците по-долу:
| Определителен и неопределителен член – общ род (fælleskøn) | Определителен и неопределителен член – общ род (fælleskøn) | Определителен и неопределителен член – общ род (fælleskøn) | Определителен и неопределителен член – общ род (fælleskøn) |
| единствено число, неопределено                             | единствено число, определено                               | множествено число, неопределено                            | множествено число, определено                              |
| ---------------------------------------------------------- | ---------------------------------------------------------- | ---------------------------------------------------------- | ---------------------------------------------------------- |
| en pakke (пакет)                                           | pakken(пакета, пакетът)                                    | pakker (пакети)                                            | pakkerne(пакетите)                                         |
| en kirke (църква)                                          | kirken(църквата)                                           | kirker (църкви)                                            | kirkerne(църквите)                                         |
| en by (град)                                               | byen(града, градът)                                        | byer (градове)                                             | byerne(градовете)                                          |
| en gammel by (стар град)                                   | den gamle by (старият град)                                | gamle byer (стари градове)                                 | de gamle byer (старите градове)                            |

| Определителен и неопределителен член – среден род (intetkøn) | Определителен и неопределителен член – среден род (intetkøn) | Определителен и неопределителен член – среден род (intetkøn) | Определителен и неопределителен член – среден род (intetkøn) |
| единствено число, неопределено                               | единствено число, определено                                 | множествено число, неопределено                              | множествено число, определено                                |
| ------------------------------------------------------------ | ------------------------------------------------------------ | ------------------------------------------------------------ | ------------------------------------------------------------ |
| et bord (маса)                                               | bordet(масата)                                               | borde (маси)                                                 | bordene(масите)                                              |
| et barn (дете)                                               | barnet(детето)                                               | børn (деца)                                                  | børnene(децата)                                              |
| et hus (къща)                                                | huset(къщата)                                                | huse (къщи)                                                  | husene(къщите)                                               |
| et stort hus (голяма къща)                                   | det store hus (голямата къща)                                | store huse (големи къщи)                                     | de store huse (големите къщи)                                |

Определителният член в датския език не се променя в зависимост от падежа, за разлика от немския. Не се използва определителен член в комбинация с личните местоимения, подобно на останалите германски езици.